# Johann Ernst Eberlin
Johann Ernst Eberlin (* 27. März 1702 in Jettingen, Vorderösterreich; † 21. Juni 1762 im Erzstift Salzburg) war ein deutscher Komponist und Organist.

## Leben
Eberlin erfuhr ab 1712 seine Schulbildung, speziell seine erste musikalische Ausbildung am Jesuitenkolleg St. Salvator in Augsburg. Er wurde von Georg Egger in Musik und von Balthasar Siberer (1679–1757) an der Orgel unterrichtet. In den Jahren 1721 bis 1723 studierte Eberlin an der Benediktiner-Universität zu Salzburg Jura. 1723 brach er dieses Studium ohne Abschluss ab.
1726 trat er als Organist 4. Klasse in den Dienst des Erzbischofs von Salzburg, Franz Anton von Harrach, ein. Den Höhepunkt seiner Laufbahn erreichte er, als ihn Erzbischof Andreas Jakob von Dietrichstein zum Hoforganisten 1. Klasse und Hofkapellmeister ernannte. Als solcher war er nicht nur zuständig, die Liturgie im Dom musikalisch zu begleiten, auch seine Mitwirkung bei der Tafelmusik war obligat.
Auch das Komponieren und Aufführen von Hof-Konzerten und -Theaterstücken wurde von ihm gefordert. Zeitgenossen waren vor allem Leopold Mozart, Wolfgang Amadeus Mozart (dessen Lehrer er zeitweise war), Anton Cajetan Adlgasser, sowie Ignatz Anton von Weiser. Allein schon durch sein enormes kompositorisches Werk beeinflusste Eberlin viele Musiker.
Mit seinem Werk verband Eberlin geschickt die Traditionen des Spätbarock mit neuen Stilelementen. Er stand damit künstlerisch zwischen Heinrich Ignaz Franz Biber und Johann Michael Haydn. Neben Messen und Offertorien komponierte Eberlin auch Instrumentalmusik und Opern (sämtlich nicht erhalten sind). Auch sorgte er für die musikalische Ausgestaltung der Schul-Dramen der Benediktineruniversität zu Salzburg.

## Werke
- Toccaten und Fugen[2]
- Messen
- Kantaten
- Requiem
- Psalmen
- Oratorien
  - Giuseppe riconosciuto (1750er Jahre)
  - Das Leiden unsers Heilandt Jesu Christi (Salzburg 1755)
  - Die Heilige Helena auf dem Schedelberg (Salzburg wahrscheinlich zwischen 1753 und 1763)
- Schulspiele
- Opern
  - Demofoonte (1759)
  - Demetrio (1760)
  - Ipermestra (1761/63)